# Айтор Фернандес Лопес
Айтор Фернандес Лопес (ісп. Aitor Fernández López, нар. 23 серпня 1986, Валдепарес, Астурія) — іспанський футболіст, захисник «Естремадури».

## Біографія
Народився 23 серпня 1986 року в місті Валдепарес (Іспанія).
Розпочав грати у футбол на батьківщині в клубі «Навія», з якого у 15 років потрапив в академію «Расінга» (Сантандер). З 2005 року грав за другу команду, проте в першу команду пробитись так і не зумів, через що був відданий в оренду в клуб «Понферрадіна», куди потім перейшов на постійній основі у 2008 році.
Після цього грав за нижчолігові іспанські клуби «Еспаньйол Б», «Понтеведра», «Луго», «Гвадалахара», «Еркулес» та «Мірандес».
15 вересня 2015 року 29-річний іспанець вперше в кар'єрі переїхав за кордон, приєднавшись до клубу індійської Суперліги клуб «Мумбаї Сіті», але до кінця року зіграв лише у чотирьох матчах чемпіонату. 
У травні 2016 року став гравцем клубу Терсери «Реал Авілес», якому мав допомогти у плей-оф за право виходу в Сегунду Б, проте «Авілес» програв в першому ж двобої й не підвищився у класі.
9 вересня 2016 року підписав контракт з кропивницькою «Зіркою». У новому клубі дебютував 17 вересня 2016 року, у виїзному матчі проти «Дніпра», на 73-й хвилині, замінивши Артема Щедрого. Всього до кінця року зіграв у 8 матчах Прем'єр-ліги.
Взимку 2017 року покинув українську команду і підписав контракт з «Естремадурою» з іспанської Сегунди Б.